# Michael Schröder (Politiker)
Michael Schröder (* 19. September 1893 in Köln; † 20. März 1962 in Halle (Saale)) war ein deutscher Politiker (SPD, SED).

## Leben
Michael Schröder wurde als Sohn eines Maurers geboren. Nach dem Besuch der Volksschule in Köln arbeitete er bis 1913 als Marmorschleifer. Daneben betätigte er sich gewerkschaftlich im Steinarbeiterverband sowie als führender Funktionär in der Arbeiterjugend. Er war von 1913 bis 1918 als Berichterstatter für die Rheinische Zeitung tätig und wurde 1918 als Angestellter Leiter der Jugendabteilung des Deutschen Metallarbeiterverbandes. Von 1920 bis 1933 arbeitete er als Berufsberater für die Reichsanstalt für Arbeitsvermittlung und Arbeitslosenversicherung beim Arbeitsamt Köln, zunächst als Inspektor, ab 1928 dann als Verwaltungsoberinspektor. Seinen Wohnsitz hatte er in Köln-Zollstock.
Schröder trat in die SPD ein und war von 1921 bis 1933 Mitglied im SPD-Bezirksvorstand Obere Rheinprovinz. Von 1929 bis 1933 war er Stadtverordneter in Köln. Bei der Reichstagswahl 1930 kandidierte er für den Reichstag, konnte aber nicht als Abgeordneter in das Parlament einziehen. 1932 wurde er in den Preußischen Landtag gewählt, dem er bis 1933 angehörte. Nach der Machtübernahme der Nationalsozialisten musste Schröder seine politischen Ämter aufgeben. Er wurde als Berufsberater entlassen, war zunächst arbeitslos und arbeitete später als Disponent in einem Tonröhrenwerk. 1944 wurde er ausgebombt und nach Lutherstadt Wittenberg ausgesiedelt.
Nach dem Zweiten Weltkrieg war Schröder zunächst Kreisparteisekretär der SPD, ehe er im August 1945 zum Stadtkämmerer in Wittenberg bestellt wurde. Im Zuge der Zwangsvereinigung von SPD und KPD zur SED wurde er Mitglied der SED. Von 1949 bis 1950 fungierte er als Sekretär der SED-Kreisleitung Wittenberg. Schröder war von 1946 bis 1952 Mitglied und von November 1950 bis Juli 1952 Präsident des Landtages Sachsen-Anhalt. Von 1950 bis 1954 war er auch Mitglied der DDR-Volkskammer. Nach 1952 war er Direktor der Bank für Handel und Gewerbe in Halle (Saale).